# 지바 신문
치바 일보(일본어: 千葉日報 / ちばにっぽう)는 지바현 지바시에서 발행되고 있는 일간지이다. 1956년 12월 21일에 창간되었다.